# The Revolving Door
The Revolving Door ist ein Dokumentar-Kurzfilm von Lee R. Bobker aus dem Jahr 1969.

## Inhalt
Der Dokumentarfilm befasst sich mit dem Justizsystem der Vereinigten Staaten und erklärt die Arten von Fällen, die vor dem Untergericht verhandelt werden. Zugleich werden die typischen geringfügigen Straftäter gezeigt und die unzureichenden Gefängniseinrichtungen untersucht. Bobker produzierte den Film für das American Foundation Institute of Corrections.

## Auszeichnungen
Lee R. Bobker wurde für The Revolving Door bei der Oscarverleihung 1969 für den Oscar für den besten Dokumentar-Kurzfilm nominiert.